# Joseph Friedrich Hummel

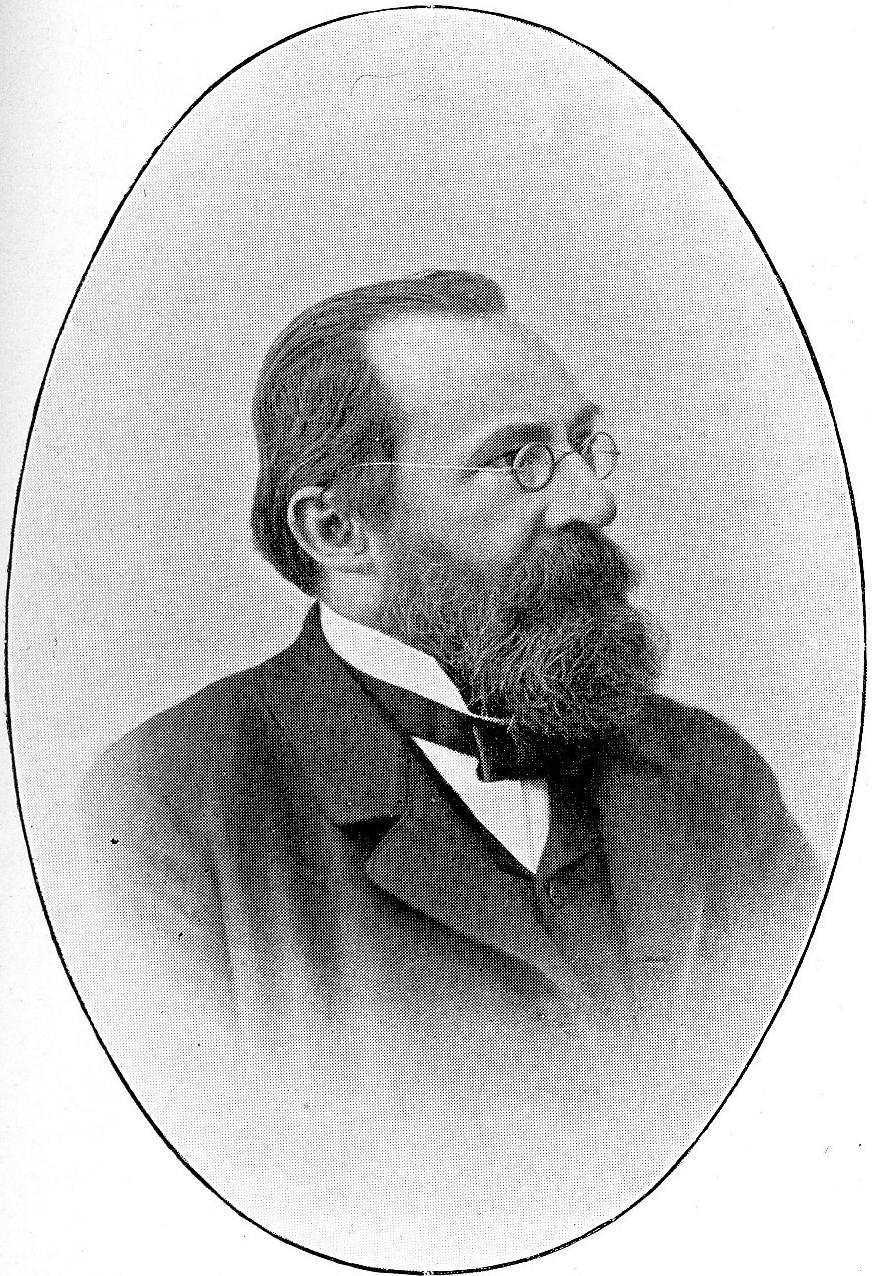
Joseph Friedrich Hummel, um 1905

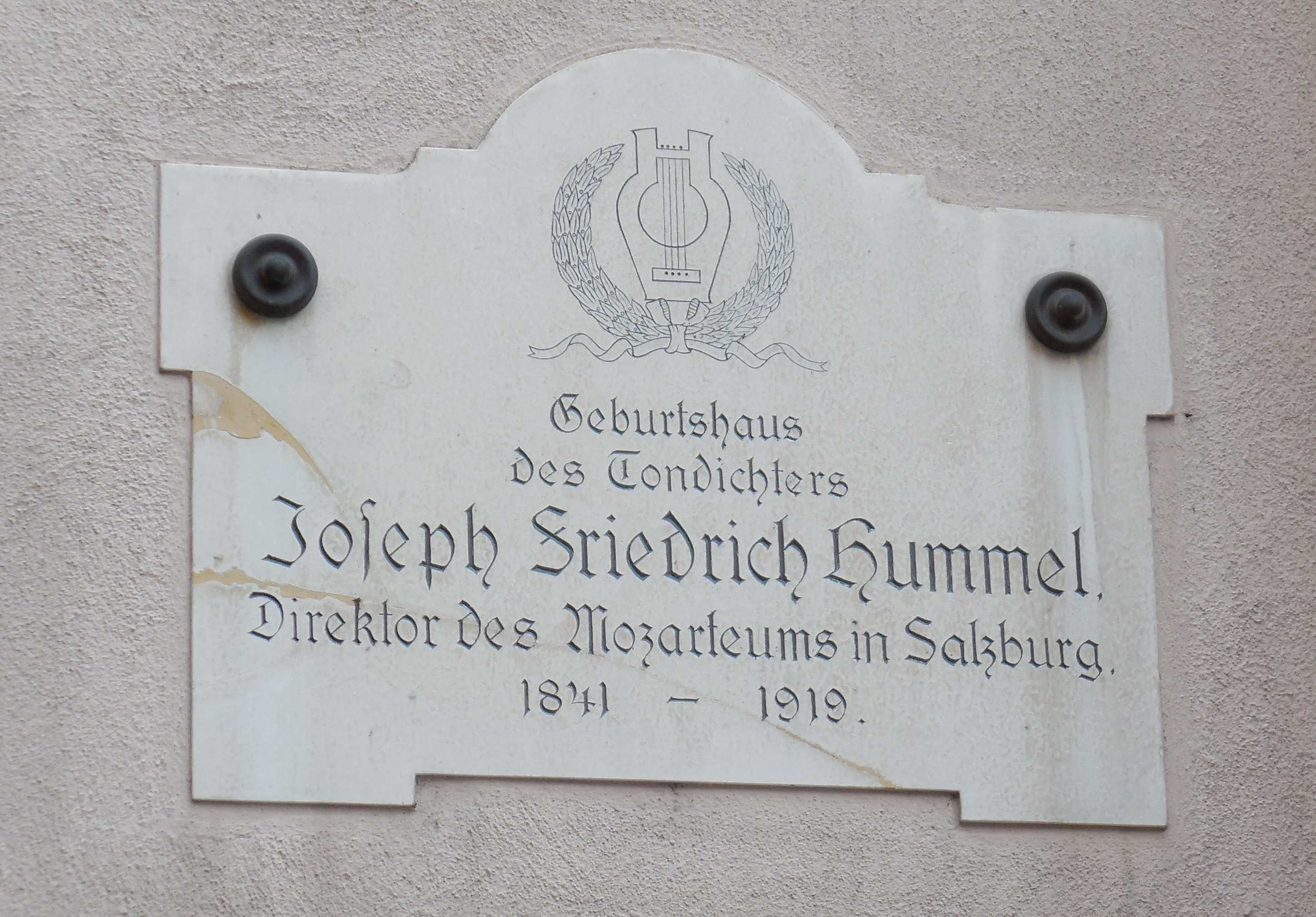
Tafel an Hummels Geburtshaus in Innsbruck

Joseph Friedrich Hummel (* 14. August 1841 in Innsbruck; † 29. August 1919 in Salzburg) war ein österreichischer Dirigent und Komponist. Er war außerdem Direktor des Mozarteums in Salzburg und Leiter der Salzburger Liedertafel.

## Leben
Joseph Friedrich Hummel studierte am Konservatorium in München unter Franz Lachner und gelangte nach Stationen in Innsbruck, wo er 20-jährig Kapellmeister am Nationaltheater war, Aachen, Troppau, Brünn, Wien und Linz nach Salzburg, wo er im Jahr 1880 die Leitung des unter der Internationale Stiftung Mozarteum selbständig gewordenen Mozarteums übernahm. Unter ihm erfuhr dieses, damals noch im Rang einer Musikschule stehend, einen Aufschwung, so dass sie 1914 zum Konservatorium aufgestuft wurde. Im Jahr 1882 übernahm er bis 1910 sowie zwischen 1911 und 1912 außerdem die Leitung der Salzburger Liedertafel, zu der er 1907 noch einen Damensingverein gründete.
Hummel war außerdem 1880 Gründer des Mozarteumorchesters Salzburg, das er (bis 1908) so lange leitete wie seitdem kein anderer Dirigent.

## Werke
Als Komponist schuf Hummel vorrangig Werke, die im Rahmen seiner vielfältigen Tätigkeiten aufgeführt wurden. Wenngleich er alle musikalischen Gattungen bediente, so überwiegen Schauspielmusiken für das Theater.
Werkauswahl:
- 8 Ouvertüren
- 12 Entreacte
- 25 Theatermusikstücke
- 4 Suiten (u. a. Spanische Suite)
- 2 Klarinettenkonzerte
- 1 Fagottkonzert
- Ölberg-Kantate
- 3 Messen
- div. Kirchenmusik
- Chorwerke in div. Besetzungen